# Гаврилов, Александр Евгеньевич
Александр Евгеньевич Гаврилов (5 декабря 1943, Новосибирск, СССР) — советский фигурист, выступавший в парном катании.  В паре с Татьяной Жук, он —  бронзовый призёр чемпионата мира, двукратный бронзовый призёр чемпионатов Европы, чемпион СССР 1960. В паре с Тамарой Москвиной, он — чемпион СССР 1965. Мастер спорта СССР с 1961 года.

## Результаты выступлений
(с Т. Жук)
| Соревнования            | 1959—1960 | 1962—1963 | 1963—1964 |
| ----------------------- | --------- | --------- | --------- |
| Зимние Олимпийские игры |           |           | 4         |
| Чемпионаты мира         |           | 3         | 6         |
| Чемпионаты Европы       | 10        | 3         | 3         |
| Чемпионаты СССР         | 1         | 2         |           |